# 이명기 (1987년)
이명기(李明起, 1987년 12월 26일 ~ )는 전 KBO 리그 한화 이글스의 외야수이자, 현 KBO 리그 SSG 랜더스의 2군 코치이다.

## 아마추어 시절
인천고등학교 2학년 때 김현수와 더불어 고교 야구 3대 외야수로 꼽힐 정도로 걸출한 인재였으나 타격에 비해 수비가 많이 불안정했다.

## SK 와이번스시절
2006년에 2차 지명을 받아 계약금 3,000만원에 입단했다.

### 2006년~2011년
1군에서 활동했으나 타격에 비해 잦은 부상과 부족한 수비 때문에 자리잡는데 실패했다. 2011년에 공익근무요원으로 입소했다.

### 2013년
26경기에 출전해 100타수 34안타, 3할대 타율, 출루율 0.391, 장타율 0.440으로 좋은 활약을 펼치고 있었으나 수비 도중 경기장 펜스에 스파이크가 끼어 발목 부상을 당해 다음 날 2군으로 내려갔다.

### 2014년
재활과 2군 경기 출전을 반복하다가 6월부터 팀의 주전 외야수로 꾸준히 기용됐고 7월 7일 ~ 9월 14일까지 28경기 연속 안타를 쳐 냈다.

### 2015년
조원우 외야수비 코치를 통해 약점이었던 수비 보완에 힘썼다. 정의윤, 앤드류 브라운과 함께 팀 타선을 이끌었고 팀에서 유일하게 규정 타석에 등록돼 3할 타율을 넘겼다.

### 2016년
개막전에서 4타수 3안타를 기록했으나 실책으로 비난받았다. 그 후 1할대 타율에 머무는 등 슬럼프에 빠졌고, 그 뒤 조금 나아진 모습을 보였으나 2013년 ~ 2015년에 비해 아쉬운 성적을 기록했다.

## KIA 타이거즈시절
2017년 4월 7일 당시 SK 와이번스 소속이었던 그와 노관현, 최정민, 김민식, KIA 타이거즈 소속이었던 노수광, 윤정우, 이홍구, 이성우의 4:4 트레이드를 통해 입단하였다.

### 2018년 시즌
시즌 120경기에 출전해 3할대 타율, 135안타, 4홈런, 42타점을 기록했다.

## NC 다이노스시절

### 2019년시즌
7월 6일 당시 NC 다이노스 소속이었던 이우성과 1:1 트레이드를 통해 이적하였다.
9월 7일 삼성 라이온즈와의 경기에서 임현준을 상대로 이적 후 첫 홈런을 기록했다.
시즌 2할대 타율, 142안타(2홈런), 36타점, 62득점, 14도루, 출루율 0.353, 장타율 0.359를 기록했다. 시즌 후 골든글러브 외야수 후보에 올랐으나 한 표도 얻지 못했다.

### 2020년시즌
주전 좌익수로 출전하며 팀의 정규 시즌 우승에 기여했다.
시즌 136경기에 출전해 3할대 타율, 146안타, 82득점, 45타점, 50볼넷을 기록했다.

#### 2020년한국시리즈
두산 베어스와의 6차전 경기에서 알칸타라를 결승타를 쳐 냈다.
6경기에 출전해 타율 0.190, 4안타, 2타점, 1볼넷을 기록했다.
- 기록

| 타율  | 경기 | 타수 | 득점 | 안타 | 2루타 | 3루타 | 홈런 | 루타 | 타점 | 도루 | 도실 | 볼넷 | 사구 | 삼진 | 병살 | 장타율 | 출루율 | 실책 |
| ----- | ---- | ---- | ---- | ---- | ----- | ----- | ---- | ---- | ---- | ---- | ---- | ---- | ---- | ---- | ---- | ------ | ------ | ---- |
| 0.190 | 6    | 21   | 0    | 4    | 0     | 0     | 0    | 4    | 2    | 0    | 0    | 1    | 0    | 0    | 0    | 0.190  | 0.227  | 0    |

### 2021년
4월 10일 KIA 타이거즈와의 경기에서 임기영을 상대로 시즌 1호 홈런을 기록했다. 5월 29일 롯데 자이언츠와의 경기에서 박세웅을 상대로 KBO 리그 역대 106번째 통산 네 자릿수 안타를 기록했다.
시즌 56경기에 출전해 2할대 타율, 56안타(2홈런), 14타점, 30득점, 장타율 0.387, 출루율 0.410을 기록했다.

### 2022년
2022년 9월 8일 kt 위즈와의 경기에서 KBO리그 역대 173번째 통산 네 자릿수 경기 출장을 기록했다.

## 한화 이글스시절
2022년 시즌 후 FA 자격을 얻었고, 2023년 2월 14일 당시 NC 다이노스 소속이었던 그와 이재용, 한화 이글스 소속이었던 조현진, 2024년 KBO 리그 신인 드래프트 7라운드 지명권과 2:2 트레이드로 이적하였다. 사인 앤 트레이드 방식이었으며 계약 기간 1년, 연봉 5,000만원, 옵션 5,000만원에 이적하였다.
그러나 한화 이적 이후에는 부상에 시달리며 별다른 모습을 보여 주지 못했고, 2024 시즌 후 현역 은퇴를 선언했다.

## 별명
- 이름 때문에 활약을 할 때 '진기명기'라고 불린다.
- '명'과 '띵'이 비슷하게 생겨 '이띵기'라고 불린다.
- 땅볼 타구를 많이 쳐서 '이땅기'라고 불린다.

## 응원가
- KIA 타이거즈 시절

치고! 달려라! KIA 이명기 오오오~오오~KIA 이명기
치고! 달려라! KIA 이명기 오오오~  승리를 위해
- NC 다이노스 시절

치고 달려라! NC 이명기! 워어어어어 NC 이명기
치고 달려라! NC 이명기! 워어어어 승리를 위해 이명기! (x2)

## 논란
- 2021년 7월 6일 호텔리베라 청담에서 그와 박민우, 권희동, 박석민, 여성 2명과 코로나19 방역 수칙을 위반한 채 사적 모임을 가졌다. 이 중 여성 1명이 코로나19에 감염됐으며, 박민우를 제외하고 그를 포함한 3명의 선수가 코로나19 확진 판정을 받았다. 이로 인해 리그가 중단됐으며, 강남구청은 확진자 5명을 경찰에 수사의뢰했다.[6] 7월 16일 상벌위원회 결과 그와 박석민, 권희동, 박민우는 72경기 출장 정지 및 벌금 1,000만원의 징계를 받았다.[7]

## 출신 학교
- 인천서화초등학교
- 상인천중학교
- 인천고등학교

## 주요 기록
| 기록          | 날짜            | 소속팀 | 상대팀 | 상대투수 | 구장 | 기타         |
| ------------- | --------------- | ------ | ------ | -------- | ---- | ------------ |
| 통산 1000안타 | 2021년 5월 29일 | NC     | 롯데   | 박세웅   | 사직 | 역대 106번째 |

| 기록                       | 날짜           | 소속팀 | 상대팀 | 상대투수 | 구장 | 기타                             |
| -------------------------- | -------------- | ------ | ------ | -------- | ---- | -------------------------------- |
| 역대 173번째 통산 1000경기 | 2022년 9월 8일 | NC     | kt     |          | 수원 | 이전 기록: 2022년 9월 4일 박동원 |

- 2014년 7월 7일 ~ 2014년 9월 14일 28경기 연속 안타 (역대 3위)
- 2017년 4월 18일 KBO 리그 역대 80번째 그라운드 홈런

## 통산 기록
| 연도 | 팀명   | 타율  | 경기 | 타수 | 득점 | 안타 | 2루타 | 3루타 | 홈런 | 루타 | 타점 | 도루 | 도실 | 볼넷 | 사구 | 삼진 | 병살 | 실책 |
| ---- | ------ | ----- | ---- | ---- | ---- | ---- | ----- | ----- | ---- | ---- | ---- | ---- | ---- | ---- | ---- | ---- | ---- | ---- |
| 2008 | SK     | 0.250 | 6    | 12   | 2    | 3    | 0     | 0     | 0    | 3    | 2    | 0    | 1    | 1    | 0    | 2    | 0    | 0    |
| 2009 | SK     | 0.200 | 4    | 5    | 0    | 1    | 0     | 0     | 0    | 1    | 0    | 0    | 1    | 0    | 0    | 2    | 0    | 0    |
| 2010 | SK     | 0.250 | 4    | 4    | 1    | 1    | 0     | 0     | 0    | 1    | 0    | 0    | 0    | 0    | 1    | 0    | 0    | 0    |
| 2013 | SK     | 0.340 | 26   | 100  | 21   | 34   | 3     | 2     | 1    | 44   | 11   | 6    | 4    | 9    | 0    | 22   | 1    | 1    |
| 2014 | SK     | 0.368 | 83   | 285  | 54   | 105  | 13    | 2     | 4    | 134  | 28   | 8    | 6    | 21   | 1    | 47   | 7    | 3    |
| 2015 | SK     | 0.315 | 137  | 521  | 88   | 164  | 30    | 2     | 3    | 207  | 35   | 22   | 10   | 35   | 11   | 86   | 7    | 2    |
| 2016 | SK     | 0.272 | 99   | 287  | 29   | 78   | 7     | 4     | 1    | 96   | 22   | 14   | 8    | 23   | 4    | 37   | 3    | 4    |
| 2017 | KIA    | 0.332 | 115  | 464  | 79   | 154  | 24    | 4     | 9    | 213  | 63   | 8    | 7    | 28   | 3    | 57   | 2    | 5    |
| 2018 | KIA    | 0.302 | 120  | 447  | 88   | 135  | 28    | 6     | 4    | 187  | 42   | 12   | 5    | 40   | 3    | 64   | 5    | 2    |
| 2019 | NC     | 0.293 | 139  | 484  | 62   | 142  | 17    | 3     | 2    | 171  | 36   | 14   | 4    | 48   | 4    | 66   | 12   | 2    |
| 2020 | NC     | 0.306 | 136  | 477  | 82   | 146  | 18    | 3     | 2    | 176  | 45   | 12   | 7    | 50   | 4    | 78   | 6    | 1    |
| 2021 | NC     | 0.293 | 56   | 191  | 30   | 56   | 12    | 0     | 2    | 74   | 14   | 6    | 3    | 37   | 1    | 27   | 2    | 1    |
| 2022 | NC     | 0.260 | 94   | 300  | 36   | 78   | 13    | 2     | 0    | 95   | 23   | 5    | 4    | 30   | 3    | 56   | 0    | 0    |
| 2023 | 한화   | 0.175 | 14   | 40   | 2    | 7    | 1     | 0     | 0    | 8    | 5    | 1    | 0    | 2    | 0    | 9    | 0    | 1    |
| 통산 | 14시즌 | 0.305 | 1033 | 3617 | 573  | 1104 | 326   | 28    | 28   | 1410 | 326  | 108  | 60   | 324  | 35   | 553  | 53   | 26   |